# Chianti aretino
Il Chianti aretino si trova all'estremità occidentale della provincia di Arezzo e costituisce l'estremo lembo orientale della regione collinare del Chianti. A est il Chianti aretino si apre verso il Valdarno superiore, mentre a ovest i Monti del Chianti lo separano dal Chianti senese.
L'area si estende nei territori comunali di Cavriglia, Montevarchi, Bucine e Pergine Valdarno ed è caratterizzata da piacevoli paesaggi ricchi di vigneti ed uliveti dai quali vengono prodotti vini ed oli d'oliva di ottima qualità.